# Scirè (sous-marin, 1938)
Pour les articles homonymes, voir Scirè (sous-marin).
Le Scirè (aussi connu sous l'orthographe Sciré) est un sous-marin italien de la classe Adua, lancé dans la deuxième moitié des années 1930, et qui servit dans la Regia Marina durant la Seconde Guerre mondiale.
Il est nommé d'après le nom italien de la région éthiopienne de Shire (en italien : Scirè), alors partie de l'Afrique orientale italienne, théâtre d'une bataille du même nom entre les troupes italiennes et abyssiniennes pendant la guerre d'Ethiopie (1936).

## Caractéristiques
Les sous-marins de la classe Adua sont des sous-marins de petite croisière à simple coque avec double fond central et bulges latéraux, pratiquement identiques à ceux de la série précédente Perla dont ils constituent une répétition. C'est la plus grande série de la classe 600 et donne de bons résultats au cours du conflit, bien que la vitesse de surface soit plutôt faible, les bateaux sont robustes et maniables. Il y a de petites différences dans le déplacement et les détails de construction entre les unités construites sur des sites différents.
Ils déplaçaient 697,25 tonnes en surface et 856,40 tonnes en immersion. Les sous-marins mesuraient 60,18 mètres de long, avaient une largeur de 6,45 mètres et un tirant d'eau de 4,7 mètres.
Pour la navigation de surface, les sous-marins étaient propulsés par deux moteurs diesel de 600 chevaux (447 kW), chacun entraînant un arbre d'hélice. En immersion, chaque hélice était entraînée par un moteur électrique de 400 chevaux-vapeur (298 kW). Ces moteurs électriques étaient alimentés par une batterie d'accumulateurs au plomb composée de 104 éléments. Ils pouvaient atteindre 14 nœuds (26 km/h) en surface et 7,5 nœuds (13,9 km/h) sous l'eau. En surface, la classe Adua avait une autonomie de 3 180 milles nautiques (5 890 km) à 10,5 noeuds (19,4 km/h), en immersion, elle avait une autonomie de 74 milles nautiques (137 km) à 4 noeuds (7,4 km/h)
Les sous-marins étaient armés de six tubes lance-torpilles internes de 53,3 cm, quatre à l'avant et deux à l'arrière. Une torpille de rechargement était transportée pour chaque tube, pour un total de douze. Ils étaient également armés d'un canon de pont de 100 mm OTO 100/47 pour le combat en surface. L'armement antiaérien léger consistait en une ou deux paires de mitrailleuses Breda Model 1931 de 13,2 mm

## Construction et mise en service
Le Scirè est construit par le chantier naval Odero-Terni-Orlando (OTO) de Muggiano à La Spezia en Italie, et mis sur cale le 30 janvier 1937. Il est lancé le 6 janvier 1938 et est achevé et mis en service le 25 avril 1938. Il est commissionné le même jour dans la Regia Marina.

## Historique

### Premières missions
À la date de l'entrée de l'Italie dans la Seconde Guerre mondiale, le Scirè est basé à La Spezia, au sein du XVe escadron du Ier groupe de sous-marins. Le commandant de l'unité est le lieutenant de vaisseau (tenente di vascello) Adriano Pini.
En juin 1940, il opère au large du cap Noli et du cap dell'Armi, sans résultat.
En juillet, au lieu de cela, il opère au nord-ouest de l'Asinara. Le 10 juillet, vers 20 heures, il rencontre le navire à vapeur français Cheik (1 057 tonneaux de jauge brute ou tjb) près de l'Asinara, le frappant avec une torpille et le coulant à 20h30; puis il secourt l'équipage,,.

### L'attaque sur Gibraltar
Il est alors décidé d'affecter le sous-marin à la Xe Flottiglia MAS et de le convertir en navire "d'approche" de torpilles humaines, les maiali (Siluro a Lenta Corsa ou SLC).
En août-septembre 1940, le sous-marin est alors modifié pour son nouvel usage : le canon 100/47 Mod. 1935 et ses munitions, deux torpilles et d'autres matériaux superflus sont retirés; les dimensions de la tourelle (kiosque) sont réduites. Sur le pont du sous-marin, trois cylindres étanches sont placés (un à l'avant de la tourelle et deux à l'arrière, côte à côte), dans lesquels on peut contenir autant de SLC que possible,,. Ces cylindres, d'un poids de 2,8 tonnes, pourraient tenir jusqu'à 90 mètres de profondeur.
Pour mieux camoufler le sous-marin, le Scirè a été repeint avec une "teinte verdâtre pâle", qui s'était avérée la plus appropriée pour le confondre avec le ciel nocturne,. Une autre mesure pour camoufler le sous-marin consistait à peindre, par-dessus une partie de la peinture verte, le contour d'un bateau de pêche dont la proue était en sens inverse de celle du Scirè. Le sous-marin était commandé par le capitaine de corvette le Prince Junio Valerio Borghese,.
Avec le Scirè, la Xe Flottiglia MAS va mettre en place une série d'opérations bien connues qui culmineront avec le fameux raid sur le port d'Alexandrie.
Le 24 septembre 1940, le sous-marin quitte La Spezia pour l'opération "B.G. 1", une attaque de trois SLC contre la base britannique de Gibraltar. Le 29 septembre, alors que le Scirè se trouve à environ 45 milles nautiques (80 km) du port du détroit, il reçoit l'ordre d'interrompre la mission et de se diriger vers La Maddalena : la Force H - la formation navale britannique basée à Gibraltar, cible de l'attaque - est partie pour une opération de soutien aux convois, privant ainsi la mission de son objectif. De La Maddalena, le sous-marin est retourné à La Spezia.
Il organise ensuite une nouvelle attaque contre Gibraltar, l'opération "B.G. 2". Le sous-marin quitte la base ligurienne à 5h15 le 21 octobre, transportant à son bord les trois SLC avec 6 opérateurs: le capitaine Teseo Tesei du génie naval avec le sergent plongeur Alcide Pedretti, le lieutenant de vaisseau Gino Birindelli avec le second plongeur en chef Damos Paccagnini, le lieutenant de vaisseau Luigi Durand de la Penne avec le second plongeur en chef Emilio Bianchi.
À 20h30 le 26 octobre, arrivé dans la zone prévue, le sous-marin est à flot à environ 38 milles nautiques (70 km) de Punta Europa. Deux heures plus tard, alors qu'il procède à l'immersion à courte distance de Punta Almina, il est contraint de plonger en raison de l'observation de deux destroyers, devant ainsi reporter le passage du détroit. Le sous-marin tente sans succès pendant deux nuits de passer le détroit. Il a réussi - en plongeant, avec beaucoup de difficultés - le 29. À 11h45 ce jour-là, le sous-marin atterrit sur un fond de 72 mètres dans la baie de Tolmo, et y reste jusqu'à environ 17 heures, lorsque le reflux de la marée a commencé à le pousser plus profondément dans le détroit. Il atteint alors 57 mètres et fait surface à 20h35. Il se dirige ensuite vers Gibraltar en faisant surface jusqu'à ce que, à 21h05, encadré par un projecteur côtier, il doit continuer à plonger, avec quelques problèmes. Il essaie à deux reprises de passer le barrage en faisant surface, mais les tentatives échouent et les navires britanniques le canonnent sans le toucher. Le 30 octobre à 1h21 du matin, il se couche sur un fond de dix mètres à 350 mètres du rivage et à 2h19 du matin, il libère ses SLC,.
La mission a échoué car aucun des navires assignés comme cibles n'a été coulé, les trois SLC ont montré des problèmes techniques. Celle de Tesei, abandonnée par l'équipage en raison des problèmes rencontrés non seulement au niveau de l'appareil respiratoire, une fois lancée vers le sud, a changé de direction d'elle-même et a fini par s'échouer avec l'hélice toujours en marche sur la plage de La Línea, en territoire neutre (ceci n'a cependant pas échappé aux Britanniques, qui - ayant un informateur des services de renseignement sur place - l'ont étudiée de loin autant que possible, avant que les Espagnols ne l'emportent dans un arsenal). Les deux opérateurs sont ensuite rentrés en Italie avec l'aide du service d'information militaire, tout comme Durand de la Penne et Bianchi, qui ont atteint la côte à la nage après la panne et le naufrage de leur embarcation. Birindelli est arrivé à environ 70 mètres de sa cible prévue, le cuirassé HMS Barham (04), après quoi le moteur s'est arrêté et le SLC a cessé de fonctionner. Après avoir traîné le véhicule seul sur le fond pendant 30 minutes en essayant de se rapprocher du cuirassé, Birindelli décide de faire exploser la charge et de laisser l'appareil où il se trouve: à son retour de trois ans d'emprisonnement, Birindelli reçoit la médaille d'or de la valeur militaire. Entre-temps, le Scirè commence la navigation de retour : le sous-marin a accosté à La Spezia le soir du 3 novembre.

Le commandant Borghese a reçu la médaille d'or de la valeur militaire pour l'exploit audacieux d'approcher la base ennemie de Gibraltar.
La mission a été une leçon précieuse pour les missions futures: il a été démontré que l'équipement (SLC et appareil respiratoire) restait à développer, que l'approche du sous-marin vers le port était faisable, qu'il était possible de passer les obstacles de Gibraltar, et que les opérateurs avaient les capacités physiques pour mener à bien la mission. Le commandant Borghese avait également noté qu'avant un effort exceptionnel tel que la mission, il n'était pas conseillé de transporter et de confiner les opérateurs de l'embarcation d'assaut dans un environnement clos, restreint et mal ventilé comme celui du sous-marin en approche. Pour éviter cette nécessité, il a été décidé d'utiliser le pétrolier Fulgor, qui était stationné à Cadix depuis le début de la guerre, comme base de soutien pour les missions ultérieures à Gibraltar. À l'avenir, les opérateurs atteindraient l'Espagne par avion, puis seraient transférés à bord du navire par des moyens indépendants, spécialement organisés par des agents de la marine basés en Espagne.
Vers la fin du mois de janvier 1941, alors que la Force H britannique avait quitté Gibraltar en direction de l'est (le but étant de bombarder Gênes), le Scirè retrouve temporairement son emploi d'origine et est déployé en embuscade défensive à une quinzaine de milles nautiques (32 km) au sud-est de Capo Mele. Cependant, en raison du mauvais temps, l'escadron naval britannique rentre au port après avoir attaqué avec des avions le barrage de Santa Chiara sur le fleuve Tirso, le bombardement est alors effectué quand même le 9 février 1941.
Le 15 mai, le Scirè, revenu au rôle de navire d'approche, quitte La Spezia pour l'opération "B.G. 3", avec à son bord uniquement un seul SLC. Le 22, à 4h13 du matin, il entre, en surface, dans le détroit de Gibraltar, émergeant le lendemain à 23h30 à l'entrée du port de Cadix et se dirigeant contre le Fulgor. Il embarque ensuite les opérateurs des SLC (3 officiers et 3 sous-officiers), l'équipage de réserve (un officier et un sous-officier) et le capitaine médical Bruno Falcomatà. La mission est cependant pleine d'imprévus : un des opérateurs - le Lieutenant de vaisseau Amedeo Vesco - se sent malade, un des SLC ne peut pas partir, obligeant les deux opérateurs à se transférer sur les deux autres véhicules en tant que "troisième homme". Une fois dans le port, les deux SLC sont tombés en panne, un deuxième opérateur - le capitaine du génie naval Antonio Marceglia - s'est senti malade et l'opération a échoué avec la perte des véhicules, tandis que l'équipage a dû rejoindre le territoire espagnol à la nage.
Cette opération a été suivie par l'opération "B.G. 4". Le 10 septembre 1941, le Scirè quitte La Spezia pour la quatrième fois, avec à son bord les SLC 140, 210 et 220. Le 18, à Cadix, les opérateurs sont transbordés: Le lieutenant Decio Catalano et le caporal de plongée Giuseppe Giannoni ont été affectés au SLC 140, le lieutenant Amedeo Vesco et le caporal de plongée Antonio Zorzoli au SLC 210, et le lieutenant Licio Visintini et le caporal de plongée Giovanni Magro au SLC 220 (en plus de ceux-ci, il y a deux hommes de réserve et le lieutenant médecin Giorgio Spaccarelli). Le 19 septembre à 23h30, Borghese est informé de la quantité et de la position des navires dans la rade de Gibraltar, le sous-marin s'installe au fond de la rivière Guadarranque et le 20 à 1h07, les SLC sont libérés. Contrairement aux missions précédentes, "B.G. 4" est un succès :
- Le SLC 140 a placé une charge explosive sous la coque du grand croiseur auxiliaire Durham (10 893 tonneaux de jauge brute ou tjb[5]) qui s'échoue et est mis hors service pendant un certain temps[12] ;
- Le SLC 210 a miné le pétrolier Fiona Shell (2 444 tjb[5]), qui a explosé et coulé en deux morceaux [9] ;
- le SLC 220 a endommagé le pétrolier militaire HMS Denbydale (8 145 tjb[5]) qui est resté à flot mais, cassé en quille, il ne peut plus bouger et il reste bloqué dans le port comme navire de caserne et dépôt de carburant jusqu'à sa démolition[12],[13].

### Raid de la rade d'Alexandrie
Cependant, la mission la plus célèbre, pour laquelle le sous-marin est entré dans l'histoire, est l'opération "G.A. 3" contre la base d'Alexandrie en décembre 1941. Le sous-marin, après avoir embarqué à bord de trois siluri a lenta corsa (SLC ou torpilles à faible vitesse), a quitté La Spezia le 3 décembre et a atteint Leros le 9 de ce mois. Le 12, les hommes destinés à opérer avec les trois SLC ont été embarqués: Durand de La Penne et Bianchi pour le SLC 221, le capitaine Antonio Marceglia, ingénieur naval, et le sous-marinier Spartaco Schergat pour le SLC 230, le capitaine Vincenzo Martellotta, armurier naval, et le sous-marinier Mario Marino pour le SLC 223. Le 14 décembre, le Scirè quitte Leros et, ayant atteint Alexandrie, il est stationné en attendant que les éclaireurs de la Regia Aeronautica confirment la présence des cibles dans le port: les cuirassés britanniques Queen Elizabeth et Valiant. Le 17, cette confirmation est arrivée et le sous-marin s'est dirigé vers le port d'Alessandria. Le 18, vers 2h15 du matin, étant arrivé dans la zone des champs de mines, il est passé à une profondeur de 60-100 mètres et a continué ainsi pendant une douzaine d'heures, atteignant vers 15 heures, étant donné que le fond marin s'élevait près du rivage, de toucher le fond à environ 50 mètres, continuant à "ramper" sur le fond et s'arrêtant finalement à 18h40 à une profondeur de 17 mètres, "à 1,3 milles nautiques (2,4 km), à 356° du feu de la jetée ouest du port commercial d'Alexandrie". Entre 20h47, heure à laquelle il est remonté à la surface, et 21h30, les SLC ont été libérés, malgré quelques problèmes (le lieutenant médical Spaccarelli s'est senti malade et les écoutilles des cylindres n'ont pas pu être fermées). Le Scirè, lors de la rentrée, a dû remonter à la surface à deux reprises pour fermer les écoutilles des conteneurs, au risque d'être détecté, mais il a finalement atteint Leros le 21 sans autre problème, puis est revenu à La Spezia le 29 après avoir parcouru 3 040 miles (5 630 km). L'attaque d'Alexandrie a été, par ses résultats, la plus réussie du X Mas :
- Durand de la Penne et Bianchi ont sérieusement endommagé le Vaillant, qui a eu besoin de quatre mois de réparations ;
- Marceglia et Schergat remportent un succès encore plus grand en mettant hors d'état de nuire le Queen Elizabeth - navire amiral de l'amiral Andrew Browne Cunningham, commandant de la Mediterranean Fleet (flotte méditerranéenne) - qui est resté hors d'état de nuire pendant un an et demi ;
- Martellotta et Marino ont obtenu un double résultat car, en sapant le pétrolier Sagona (7 554 TJB[5]), ils ont endommagé non seulement ce navire, mais aussi le destroyer HMS Jervis, qui était à ses côtés (et est resté en réparation pendant un mois)[14].

Le succès de l'attaque a fait sensation également à l'étranger, puisque le port d'Alexandrie était considéré comme imprenable. Tous les opérateurs du SLC qui avaient pénétré dans le port ont été capturés et remis en service après l'armistice du 8 septembre 1943 (Armistice de Cassibile) et ont tous été décorés de la médaille d'or de la valeur militaire, ainsi que le commandant Borghese et le drapeau du Scirè (une des trois seules unités navales de la Regia Marina à avoir reçu une telle décoration) ; l'équipage du sous-marin a reçu les compliments du chef d'état-major de la marine, l'amiral Arturo Riccardi,.
Le 8 mars 1942, Borghese, placé à la tête de la section sous-marine du X MAS, est remplacé à la tête du Scirè par le lieutenant de vaisseau Bruno Zelik.

### L'attaque à Haïfa et le naufrage
Le sous-marin resta au port jusqu'en juillet 1942, date à laquelle l'opération « S.L. 1 » fut planifiée : l'attaque du port de Haïfa. A cette occasion, le sous-marin n'aurait pas transporté de SLC, mais onze "uomini Gamma" (plongeurs) du groupe Gamma, dont deux officiers et neuf sous-officiers et marins. Le 27 juillet 1942, le Scirè, sous le commandement de Bruno Zelik, quittèrent La Spezia et le 2 août arrivèrent à Leros.
Le 6 août, il part pour l'"Opération S.L. 1" contre le port britannique de Haïfa où il doit laisser des plongeurs du groupe Gamma qui auraient obligé le port des charges explosives sur certains navires britanniques amarrés. L'action devait se dérouler dans la nuit du 10 août qui était une nouvelle lune. Il a communiqué à plusieurs reprises avec la base de Rhodes où se trouvait le capitaine de corvette Max Candiani, le commandant à terre de l'opération. Après le 10 août, le Scirè ne donna plus de nouvelles. En vain, ils continuèrent à essayer de contacter le sous-marin jusqu'au 18 du mois et, quand la réalité devint claire, le 31 août, l'unité fut déclarée disparue en mer en action de guerre.
Dans son journal, Candiani a noté le 17 août:
"22 heures, j'entre en possession d'une photographie prise à une altitude de 9 000 mètres. Pas de navire endommagé ni de traces de forçage portuaire. On en déduit que le Scirè, dont on est sans nouvelles, n'a pas atteint le déversement des opérateurs".
(Capitaine de corvette Max Candiani le 17 août 1942)
Ce n'est que plus tard qu'il a été possible de connaître le sort qui a été réservé au sous-marin. Pour les communications avec le commandement, les Italiens se sont appuyés sur les Allemands, ignorant que le système de cryptage Enigma avait été piraté. Ainsi, les Britanniques, ayant repéré le sous-marin lors de son approche, l'ont laissé arriver sans encombre près de l'embouchure du port afin de le frapper de plusieurs directions et de fermer sa voie de sortie. A 10h30, le Scirè, repéré par des avions, a été attaqué avec des grenades sous-marines par le chalutier armé HMT Islay. Sérieusement endommagé et faisant surface pour éviter la mort de tout l'équipage, le sous-marin a été immédiatement visé par des batteries côtières qui, en frappant la tourelle (kiosque) et l'avant du sous-marin, l'ont fait couler rapidement avec sa quille cassée avant que l'équipage ne puisse l'abandonner,. Après le naufrage, le Islay a fait une dernière passe avec le lancement de six autres grenades sous-marines pour compléter la destruction du Scirè.

### Perte totale
D'autres bombes ont été larguées sur le Scirè coulé. Bien que cela ne soit pas certain, il est très probable qu'après le naufrage, certains hommes soient restés en vie à l'intérieur du Scirè, piégés dans des compartiments non inondés, et qu'ils aient été tués par l'explosion des dernières bombes du Islay. Les éléments suivants viennent étayer cette hypothèse :
- la découverte sur la plage de Haïfa, le 14 août, des corps du capitaine Egil Chersi et du commandant en second Eugenio Del Ben, deux des hommes du "Gamma" embarqués dans le sous-marin[16]. Comme il ne semble pas possible que les deux cadavres se soient échappés par hasard de l'épave du sous-marin, il est probable que les deux raiders aient réussi à sortir de l'épave déposée sur le fond de la mer (mais pas complètement inondée) immédiatement après le naufrage, étant tués par la commotion des dernières bombes larguées du Islay ;
- la découverte, lors des travaux - réalisés en 1984 - de récupération des corps, du squelette d'un homme à l'intérieur d'une trappe d'évacuation d'urgence (ce qui laisse supposer que c'était un survivant qui tentait de sortir)[19];
- le fait que, toujours en 1984, la plupart des corps ont été retrouvés dans la zone arrière du sous-marin: comme s'ils s'y étaient rassemblés parce que la zone avant était inondée[21].

Avec le Scirè a péri le commandant Zelik, 6 autres officiers, 42 sous-officiers et marins de l'équipage et deux officiers, 9 sous-officiers et marins du X MAS.
Le sous-marin avait effectué 14 missions de guerre, couvrant 12 488 milles nautiques (23 129 km) en surface et 1 381 milles nautiques (2 558 km) sous l'eau.

### Événements après-guerre

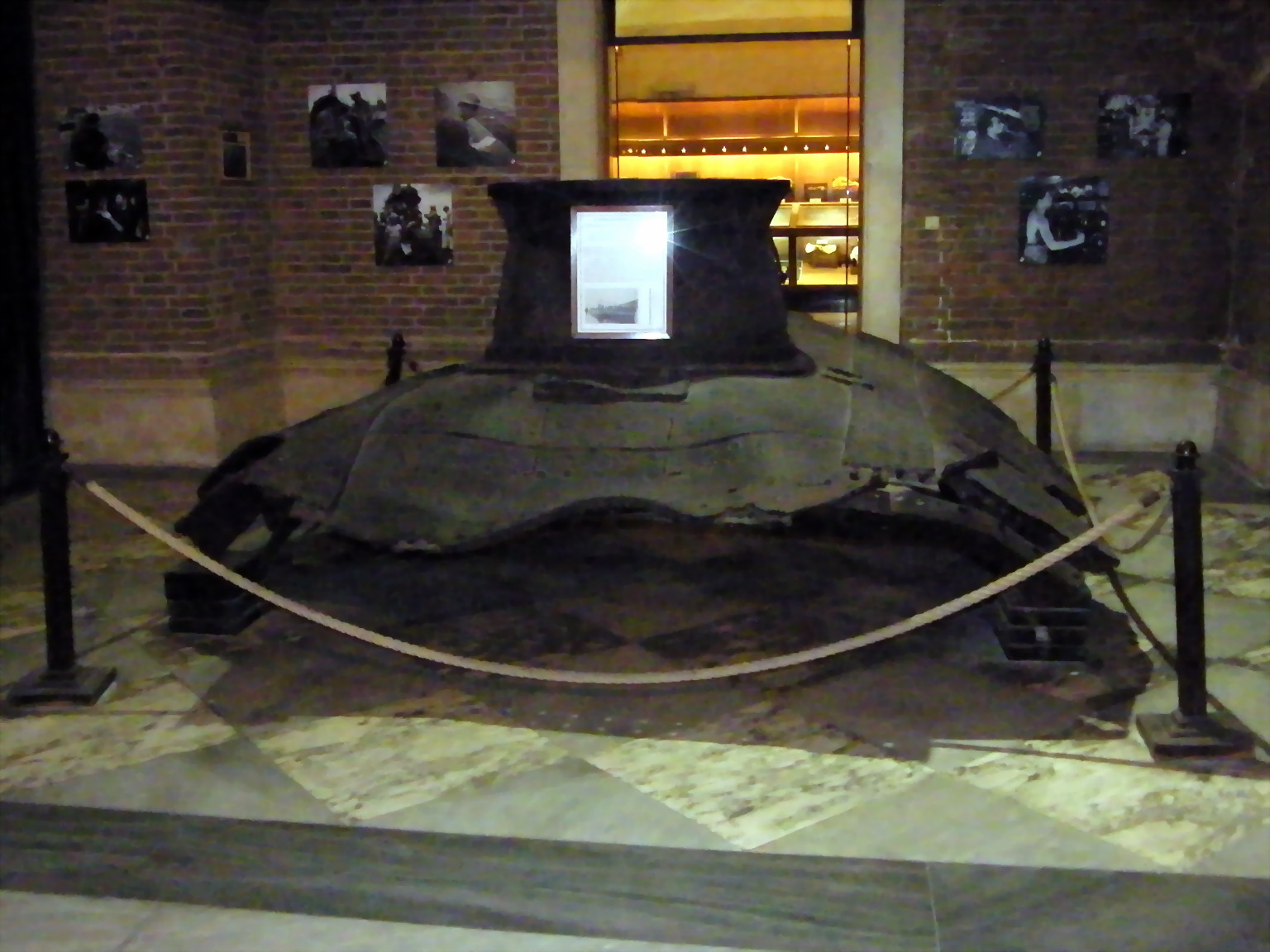
Les restes du sous-marin au Vittoriano

Après la constitution de l'État d'Israël, son épave - qui repose sur un fond de 35 mètres, brisée en deux- a été raflée par les hommes de Shayetet 13.
Après un pacte conclu entre les gouvernements italien et israélien, du 2 septembre au 28 septembre 1984, le navire de soutien de la Marina Militare Italiana Anteo a effectué les opérations de récupération de 42 corps,.
À cette occasion, on a également récupéré diverses parties de la coque, enlevées lors d'une précédente tentative de récupération. Il s'agissait de parties de la cabine de pilotage, de divers morceaux de planches et de deux cylindres conteneurs des torpilles à faible vitesse (siluri a lenta corsa). Les pièces récupérées de l'épave sont conservées au musée de la base navale d'Augusta, à l'Arsenal de La Spezia et à l'Arsenal de Venise, tandis que la base du canon avec une partie du bordé est conservée au Sacrario delle Bandiere au Vittoriano.
En 2002, l'épave a été endommagée lors d'un accident dont la dynamique n'est pas claire : selon certaines sources, certaines unités de la marine américaine (US Navy) (dont l'USNS Apache) ont tenté de récupérer l'épave lors d'un exercice conjoint avec les forces israéliennes, tandis que selon d'autres, il s'agissait simplement de l'échouage accidentel des ancres de ces unités sur l'épave du Scirè. Après cet événement, des plongeurs de la marine italienne ont scellé l'épave afin de protéger le site et empêcher les plongeurs d'y pénétrer et de le profaner.
Le 18 décembre 2004, à l'occasion de l'anniversaire de l'attaque d'Alexandrie, en présence de l'ancien raider Emilio Bianchi, un nouveau sous-marin de type 212 a été lancé sous le nom de Scirè.
À la fin des années 90, dans la ville de Cava de' Tirreni, une rue a été nommée en l'honneur du sous-marin Scirè et une plaque a été placée à la mémoire des victimes. La rue est une rue latérale de la via Sabato Martelli Castaldi, à quelques dizaines de mètres de la rue principale.